# Pod Oszustem
Pod Oszustem (słow. Podúšust, 945 m) – przełęcz w Grupie Oszusa w Beskidzie Żywiecko-Kisuckim, pomiędzy Oszustem (słow. Ušust – 1155 m) i Równym Beskidem (Rovný Beskyd, ok. 1000 m). Grzbietem na którym znajduje się przełęcz, przebiega granica polsko-słowacka i Wielki Europejski Dział Wodny. Polskie, północne stoki przełęczy opadają do doliny potoku Urwisko, słowackie południowe do doliny potoku o nazwie Magurský potok.
Przewodnik turystyczny podaje nazwę przełęcz Pod Oszusem, jednak biorąc pod uwagę, ze według państwowego rejestru nazw geograficznych prawidłowa nazwa szczytu to Oszust, przełęcz powinna nazywać się Pod Oszustem.
Polskie stok przełęczy znajduje się w granicach miejscowości Soblówka w województwie śląskim, w powiecie żywieckim, w gminie Ujsoły. Od strony polskiej brak jest szlaków turystycznych, natomiast od strony słowackiej prowadzi na przełęcz szlak żółty i krzyżuje się na niej ze słowackim niebieskim szlakiem granicznym. Rejon przełęczy jest porośnięty lasem, po słowackiej stronie jednak znajdują się duże tereny bezleśne

## Szlaki turystyczne
Oravská Lesná – przełęcz Pod Oszusem
  słowacki szlak graniczny